# NGC 1116
NGC 1116 is een spiraalvormig sterrenstelsel in het sterrenbeeld Ram. Het hemelobject werd op 2 december 1863 ontdekt door de Duitse astronoom Albert Marth.

## Synoniemen
- PGC 10781
- UGC 2326
- MCG 2-8-17
- ZWG 440.21